# スタニスラフ・ヴァルガ
スタニスラウ・ヴァルガ（Stanislav Varga, 1972年10月8日 - ）は、チェコスロバキア（現スロバキア）・プレショウ県リパニ出身の元同国代表サッカー選手、現サッカー指導者。現役時代のポジションはディフェンダー。

## 経歴
2000年の夏に、ピーター・リード監督によりスロバキアのŠKスロヴァン・ブラチスラヴァからサンダーランドAFCへ、65万ポンド（約1.3億円）の移籍金によって移籍した。プレミアリーグ初出場の時の対戦相手は強豪アーセナルFCだったが、サンダーランドが1-0で勝利し相手攻撃陣を抑えたヴァルガはその試合のマン・オブ・ザ・マッチに輝いた。
EURO2000前のノルウェー代表との親善試合で、トーレ・アンドレ・フローとオーレ・グンナー・スールシャールを完全にシャットアウトした。
2003年7月、セルティックFCでは1試合の出場に留まったものの2年の複数年契約を結んだ。クラブ側がヴァルガの能力を高く買ってのことである。
2006年8月31日、セルティックのチームメイトであったロイ・キーンから誘われロス・ウォレスと共にサンダーランドへ移籍金110万ポンド（約2.2億円）で復帰した。
2014年より古巣であるタトランの監督を務め2.リーガ（スロバキア2部）優勝に導くが、2016-17シーズンの成績低迷を受け2016年10月に指揮官の座を譲った。

## 所属クラブ
- 1.FCタトラン・プレショフ 1992-1998
- ŠKスロヴァン・ブラチスラヴァ 1998-2000
- サンダーランドAFC 2000-2003

→  ウェスト・ブロムウィッチ・アルビオンFC 2002.3-4 (loan)
- セルティックFC 2003-2006
- サンダーランドAFC 2006-2008

→  バーンリーFC 2008 (loan)

## 指導歴
- ŠKオデヴァ・リパニ 2011-2013
- 1.FCタトラン・プレショフ 2013--2014（アシスタントコーチ）
- 1.FCタトラン・プレショフ 2013-2014（ユース）
- 1.FCタトラン・プレショフ 2014-2016

## タイトル

### 選手時代
セルティック
- スコティッシュ・プレミアリーグ : 2003-04, 2005-06
- スコティッシュカップ : 2003-04, 2004-05
- スコティッシュリーグカップ : 2005-06

サンダーランド
- フットボールリーグ・チャンピオンシップ : 2006-07

### 指導者時代
タトラン
- 2.リーガ : 2015-16